# Stan Jones (músico)
Stan Jones (5 de junio de 1914 – 13 de diciembre de 1963) fue un compositor de música western y actor de nacionalidad estadounidense.

## Biografía
Su nombre completo era Stanley Davis Jones, y nació en Douglas (Arizona), donde se crio en un rancho. Al fallecer su padre, su madre trasladó a la familia a Los Ángeles, California. Jones estudió en la Universidad de California en Berkeley, además de competir en el rodeo por razones económicas. Sin embargo, en 1934 dejó los estudios y entró a formar parte de la Armada de los Estados Unidos. Tras licenciarse, hizo trabajos diversos, entre ellos los de minero, bombero y guardabosques.
En su tiempo libre escribía canciones, llegando finalmente a grabar más de 100. La más famosa, "Ghost Riders in the Sky", la escribió en 1948, cuando trabajaba para el Servicio de Parques Nacionales en el Valle de la Muerte, en California. 
Más adelante fue asignado como asesor técnico del rodaje de The Walking Hills, por lo que hizo amistad con el director John Ford, que le abrió las puertas de Hollywood.
Casi todas las composiciones de Jones fueron de música  Western. También escribió canciones para varias películas de género western de Ford y de otros cineastas, entre ellas The Searchers y Río Grande. Además interpretó pequeños papeles en varios westerns.
En 1955 Jones empezó a componer para Walt Disney Pictures. También fue uno de los compositores del tema musical de la serie televisiva Cheyenne, y en 1956 fue contratado para interpretar al Ayudante Harry Olson en la serie Sheriff of Cochise (1956-1958), protagonizada por John Bromfield. 
Jones volvió a escribir para el film de John Ford sobre la Guerra Civil de los Estados Unidos The Horse Soldiers, en la que hizo una actuación sin créditos en el papel de Ulysses S. Grant. Al año siguiente continuó trabajando para Walt Disney Pictures.
Jones se casó dos veces y tuvo varios hijos. Falleció en Los Ángeles. California, en 1963. Tenía 49 años de edad. Fue enterrado en el Cementerio Julia Page Memorial Park de su hogar natal, Douglas, Arizona. 
A título póstumo, en 1997 se le incluyó en el Salón de la Fama de la Música Western.